# برنارد بي بيل
برنارد بي بيل (بالإنجليزية: Bernard P. Bell)‏ هو عسكري أمريكي، ولد في 29 ديسمبر 1911 في غرانتسفيل في الولايات المتحدة، وتوفي في 8 يناير 1971.